# Korské moře
Koro, Korské moře (anglicky Koro Sea) je moře v Tichém oceánu. Leží mezi Viti Levu na západě a ostrovy Lau na východě. Je obklopené ostrovy fidžijského souostroví.
Je pojmenováno podle ostrova Koro.